# Miguel Ángel Garaulet Rodríguez
Miquel Àngel Garaulet Rodríguez (Hellín, Albacete, 7 agost de 1968 és un polític  espanyol. Actualment, és diputat de  Ciutadans al Congrés dels Diputats.
És llicenciat en Ciències Econòmiques i Empresarials per la Universitat de Múrcia, posseeix un  MBA per la ENAE Business School i ha desenvolupat la major part de la seva carrera professional en l'empresa de telecomunicacions ONO, com a director comercial de diferents regions d'Espanya.
La seva carrera política va començar a 2014, quan es va afiliar a  Ciutadans. Al juliol de 2015 va decidir presentar-se a les primàries per liderar la llista de la formació taronja al Congrés per  Múrcia i, després de ser l'únic a aconseguir tots els avals necessaris, va ser proclamat candidat.
Després de les eleccions generals del 20 de desembre de 2015 va ser triat diputat al Congrés dels Diputats. Actualment, és portaveu en les comissions d'Economia i Competitivitat i Agricultura, Alimentació i Medi Ambient.